# Fuchun (socken i Kina, Shandong)
Fuchun (kinesiska: 富春乡, 富春) är en socken i Kina. Den ligger i provinsen Shandong, i den östra delen av landet, omkring 190 kilometer sydväst om provinshuvudstaden Jinan. Antalet invånare är 31410. Befolkningen består av 15 639 kvinnor och 15 771 män. Barn under 15 år utgör 22,0 %, vuxna 15-64 år 67 %, och äldre över 65 år 9,0 %.
Genomsnittlig årsnederbörd är 726 millimeter. Den regnigaste månaden är juli, med i genomsnitt 208 mm nederbörd, och den torraste är januari, med 4 mm nederbörd.